# HSBCホールディングス
HSBCホールディングス（エイチエスビーシーホールディングス、HSBC Holdings plc）はロンドンのカナリー・ワーフに本社を置き、商業銀行を主体とする世界最大級のメガバンクである。1865年に香港で創設された香港上海銀行を母体として1991年に設立された。
前身から引続き東洋におけるカストディサービスを担っている。2016年現在、HSBCのキャッシュ・マネジメントは最も人気がある。これは束の間だけマネー・マーケット・ファンドへ投資できるという商品である。
HSBCのイギリス部門が収益源に占める比率は20%であり、最大の収益源は22%の香港部門である。HSBCの事業部門は、商業銀行・投資銀行・リテール銀行・グローバルプライベートバンキングの4つである。
2017年9月2日現在の主要株主では、首位にケネス・フィッシャーのフィッシャー・アセット・マネジメント、二位にデビッド・ブースの投資顧問会社（Dimensional Fund Advisors）、それらに比べて保有株数が1/3以下の規模でカナダロイヤル銀行、バンカメ、各種ミューチュアル・ファンドが存在している。ブースはウェルズ・ファーゴでインデックスファンドを草分けてから、1981年にDFAを立ち上げた。

## 沿革

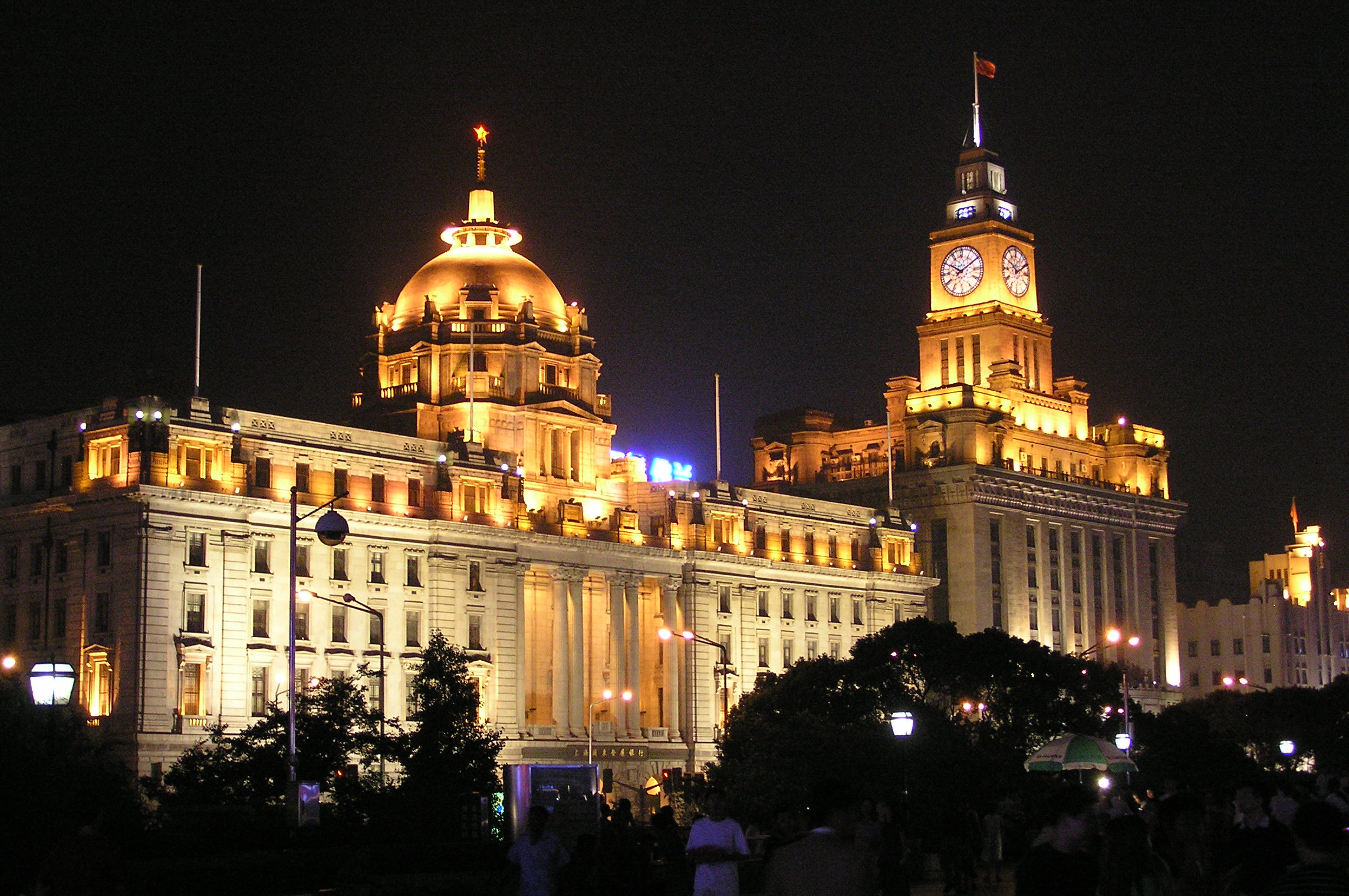
旧香港上海銀行上海支店ビル（現上海浦東発展銀行本店）

包玉剛を義父にもつヘルムート・ゾーメンが、1984年から1996年まで香港上海銀行の役員を、1996年から2005年まで会長代理を、1990年から2007年まで親会社のHSBCホールディングスの役員を務めている。包は鄧小平に厚遇されていた。

### HSBC上場からベアリングス破産まで
- 1991年 - HSBCの株式をロンドン証券取引所、香港証券取引所へ上場。
- 1992年 - イギリスのミッドランド銀行（英語版）を買収。同行はサミュエル・モンタギューを創業者とするサミュエル・モンタギュー・アンド・カンパニー（Samuel Montagu & Co. ）を子会社にしていた。
- 1993年 - 香港上海銀行・香港本店ビルからロンドンへ本社移転。
- 1995年 - ベアリングス銀行が破産。

### ベアリングスの屍を越えて
- 1997年 - アルゼンチンのバンコ・ロベルツ、ブラジルのバンコ・バメリンダスを買収。
- 1999年 - 米国のリパブリック銀行を買収。HSBCの米国預託証券をニューヨーク証券取引所へ上場。欧米の中央銀行がワシントン合意（英語版）。
- 2000年 - ネスレに利権をもつフランス商業信用銀行を買収、HSBCフランスとする。HSBCがユーロネクストへ上場。
- 2001年 - トルコのデミル銀行（英語版）を買収。
- 2002年 - メキシコのビタル・フィナンシャル・グループを買収。
- 2003年 - 米国のハウスホールド・インターナショナルを買収（HSBCファイナンス（英語版））。本社をカナリー・ワーフのHSBCタワーへ移転。以後、ハウスホールドの証券化ビジネスを活かそうとHSBCはサブプライムローン関連ビジネスに傾倒していった。
- 2004年 - バミューダ銀行（英語版）、イギリスのマークス・アンド・スペンサーを買収、上海の交通銀行の株式の19.9%を取得。HSBCの株式をバミューダ証券取引所へ上場。
- 2005年 - 米国のメトリスを買収、タンザニアのダルエスサラーム投資銀行の株式の70.1%を取得。連合国暫定当局からイラクでの営業免許を取得。
- 2006年 - パナマのバニスモ・グループ、イタリア国立労働銀行のアルゼンチン営業を買収。イギリスの銀行として史上最高となる119億1,000万ポンドの税引前利益を記録。
- 2007年 - 韓国外換銀行(KEB)の株式51%をローンスターより取得する契約を条件付で締結したが、後に撤回した。一方、ハウスホールドのサブプライム関連資産が不良化していた。親会社HSBCは2006年度決算で100億ドル規模の巨額償却を免れなかった[注釈 1]。そこで1兆円以上に相当する損失引当金を北米子会社のために用意した。そのため、2007年上期の業績は業界の予想を上回る前年度比約25％の増益で、自らの上期過去最高益を更新した。全世界の店舗数は2006年末で1万店舗を超えており、時価総額では上位のシティグループの約5千店舗の2倍近くの拠点数を持っていた。

### 世界金融危機以降
- 2008年 - インドのIL&FS（Infrastructure Leasing & Financial Services（英語版））インベスツマートを買収。IL&FSは1987年インド準備銀行、HDFC、そしてミューチュアル・ファンド（Unit Trust of India（英語版））の資本参加で設立された。
- 2009年 - ワシントン合意2度目の改定。金の売却量を2014年まで合計4億トロイオンス以内に収める協定であった。
- 2010年5月 - 米国株式市場が1962年以来最悪の相場となり、新興国市場にも影響した[4][注釈 2]。7月7日、フィナンシャル・タイムズがBIS gold swap confuses as price rebounds という記事で、欧州の金融機関が346トンの金を担保に国際決済銀行からキャッシュを得ていたことを報道した。23日、「金価格は操作されている - 秘密の中央銀行」という記事が出た[5]。

29日、またフィナンシャル・タイムズがBIS gold swaps mystery is unravelled という記事で、国際決済銀行からキャッシュを得ていた金融機関にHSBCやソシエテ・ジェネラル、さらにパリバがあったことと、引き出しがBIS側の要請であったことを明らかにした。
- 2012年7月 - 麻薬取引による不正利得を資金洗浄していた不祥事が米議会で報告された[6][7]。銀行#銀証分離も参照されたい。この資金洗浄はシナロア・カルテルのためだったことが報じられている[8][9][10][11][12]。11月、香港・シンガポールの損害保険子会社をアクサへ売却。同月、700のインド系銀行がHSBCジュネーブ支店に総計600億ルピー（8.9億ドル相当）を隠している事件の詳細をつかんだとアルヴィンド・ケジリワルが述べた。
- 2013年7月までFBIのジェームズ・コミーが役員を務めた。
- 2015年1月 - オーストラリア・コモンウェルス銀行のフィジー支店を継承するバンク・サウス・パシフィックがウェスト・パックの事業をクック諸島込みで買収した。2月時点、貴金属取引における価格カルテルの疑いで捜査されていた。同月、資金洗浄の疑いでスイスのプライベートバンクが捜査されだした。6月、リストラの一環として、最大5万人の人員を削減する方針を明らかにした。同月、中華人民共和国の「製造業およびサービス業景況指数（英語版）（PMI）」について、HSBCがスポンサーから撤退することがわかった[14]。この6月以降、他のメガバンクと共に外国為替スキャンダルをめぐる民事訴訟を提起されている。秋にHSBCフランスが5億ユーロのグリーン・ボンド（英語版）をチェコなどの顧客へ発行（翌年に集まった資金の大部分がスマートグリッド開発等の傘下事業に割り当てられた）[15]。12月、HSBCはロスチャイルドをプライベート・バンキング改革の責任者に登用した[16]。
- 2016年7月 - HSBCの外国為替取引部門の幹部二人が、顧客の異例な大口注文の情報を悪用し、顧客を犠牲にする先回り取引で数百万ポンドの利益を得た疑いで逮捕された。事件の焦点は2011年にケアン・エナジー（英語版）が出した35億ドル相当の英ポンド買い注文であるが、二人はケアンに対して自己勘定取引の利益が最大になるような取引設定を促していた[17]。9月12日の米議会では、ジェームズ・コミーに対する追及と関連し、HSBCがクリントン財団を介しドイツ銀行と提携して、ニューヨーク市にある低・中所得者中心の住宅1500から2500棟にスマートメーターを設置したという言及がなされた[18]。11月、バラク・オバマに牽制されてジェームズ・コミーがヒラリー・クリントンの刑事捜査を公式に打ち切った。
- 2022年12月14日 - 新たな油田・ガス田に対する新規の融資や資本市場を通じたファイナンスを中止すると表明した[19]。
- 2023年3月13日 - 同月10日に経営破綻したアメリカ・シリコンバレー銀行のイギリス法人を救済買収することを発表した[20][21][22]。

## 世界展開
以下は、税引前5,000万ドル以上の利益をあげている各国における展開の概要である。HSBCホールディングスplcは英国に本部を置き、ヨーロッパ、アジア太平洋地域、アメリカ大陸、中東、アフリカにまたがる83の国と地域に10,000を超える拠点を擁し、2007年12 月末現在2兆3,540億米ドルの総資産を持つ世界有数の金融グループである。

### 南北アメリカ
- アルゼンチン - アルゼンチンHSBC銀行（英語版）は、アルゼンチン全国に展開する150の支店を通じて、120万人の顧客に全般的な金融サービスを提供している。1987年に現地のバンコ・ロベルツを買収したミッドランド銀行を、さらに1997年にHSBCが買収し、HSBCブランドに変更した。このときフォレスタルと人的関係ができた。
- バミューダ - バミューダ銀行（英語版）は2004年2月にHSBCに買収された。1889年設立の同行はタックス・ヘイヴンのバミューダにあって、HSBCの買収以降、投資ファンド、有価証券信託・預託、資産管理などの業務を推進している。
- ブラジル - ブラジルHSBC銀行＝バンコ・マルチプロ（英語版）は、HSBCの南アメリカ法人中最大の規模であった。1952年設立のバンコ・バメリンダス・ド・ブラジルから、1997年に営業を継承して発足した。ブラジルの550都市に1,700の支店と550の出張所を設置しており、同国銀行業界で10位以内にランクインしていた。この事業は2015年8月3日、HSBCがバンコ・ブラデスコに即金52億ドルで売却すると発表した[24]。
- カナダ - カナダHSBC銀行はカナダ第7の銀行であり、プリンスエドワードアイランド州を除く全国で営業している。同国における外資系銀行としては最大である。特に、バンクーバーやトロントの華僑社会における存在感が大きい。
- メキシコ - メキシコHSBC（英語版）はメキシコ4大金融グループの一角であり、1,400の支店と4,800台のATM、600万人の顧客を抱える。HSBCが2002年11月にバンコ・インテルナシオナールを買収し、2004年1月にHSBCブランドとなった。
- アメリカ合衆国 - 米国HSBC銀行（英語版）およびHSBCファイナンス(HSBC Finance Corporation)は米国におけるHSBCの業務の中核であり、マリン・ミッドランド（1980年）、リパブリック・ニューヨーク（1999年）、ハウスホールド・インターナショナル（2003年）、メトリス（2005年）などの買収を通じて成長した。米国HSBC銀行はバッファローに本店を置き、旧リパブリックを拠点として全米に店舗網を構える。HSBCファイナンスは査定の厳格化された個人ローンを全米で展開している。

### アジア太平洋

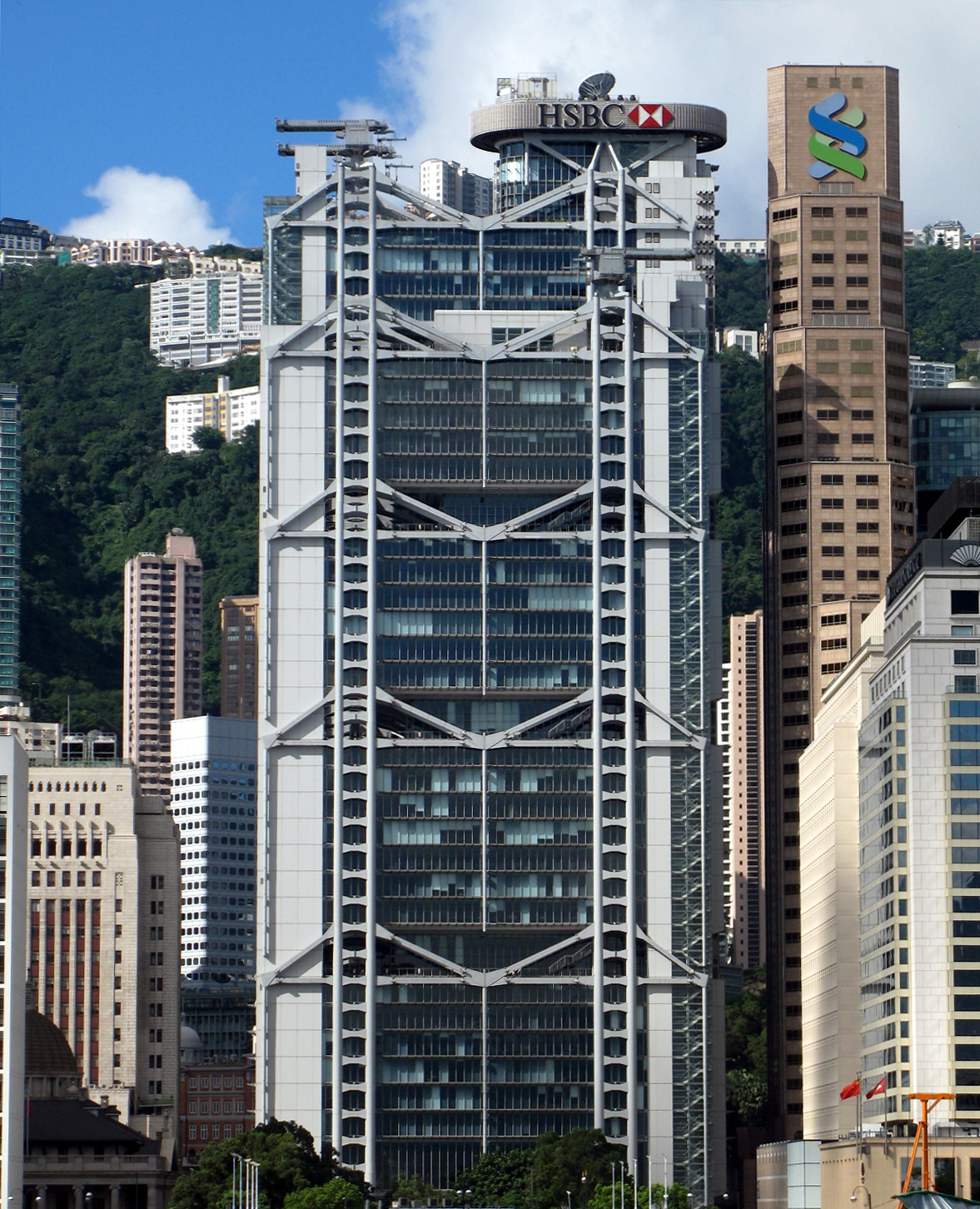
1993年までHSBCの本部が置かれた香港上海銀行本店ビル

- オーストラリア - オーストラリアHSBC銀行（英語版）は1986年に銀行業免許を取得、支店網やダイレクトチャネルを通じた営業を行っている。
- 中国 - HSBC銀行（中華人民共和国）はHSBCグループの源流であり、1865年3月3日に上海に最初の支店を開いた。これ以来、第二次世界大戦中の日本統治時代を除き、上海金融界では強い影響力を持つ。中国国民党政権下を経て、中国共産党政権下においても外国送金を行っていたが、1990年代以降の改革に伴い、再びサービスの幅を拡大させている。現地の関連企業として、交通銀行の19.9%、上海銀行の8%、中国平安保険の19.9%の株式を保有している。
  -  香港 - 香港上海銀行と、その傘下の恒生銀行が営業している。上海支店と同じく、1865年3月3日に営業を開始した。香港上海銀行は、香港ドル紙幣発券銀行3行の一角であり、最大の発行総額を有する。香港証券取引所の株価指数であるハンセン指数は、恒生銀行の名にちなむ。2銀行は市場シェアで香港第1位・第2位の地位を占める。
  -  台湾 - 香港上海銀行の台湾における初の支店は1885年の淡水鎮で、その後中国国民党が中国大陸と台湾島を統治していた時代を経て、現在においては中華人民共和国におけるの営業の一部として展開している。現在は18拠点に拡大している。
- インド - 香港上海銀行が、1853年設立のムンバイの銀行・マーカンタイル銀行を1959年に買収したのが原型である。内国銀行業務と同時に、グループサービスセンターを通じたインド企業の海外展開も支援している。
- インドネシア - 香港上海銀行が1884年にジャカルタに最初のインドネシア支店を開いた。第二次世界大戦終戦後、1960年代中頃から業務の再建を開始し、同国最大手の外資系銀行となっている。
- 日本 - 1866年に香港上海銀行（日本支店）を横浜市に開設して以来、日本では最も長い歴史を持つ外資系銀行である。東京都と大阪府に支店を置き、事業法人を対象とした業務を行っているが、個人相手の業務からは撤退している。
- マレーシア - マレーシアHSBC銀行（英語版）の起源は、香港上海銀行がペナン島に支店を開いた1884年に遡る。一時期マレーシア政府から紙幣発券を受託していた時期がある。1994年に同国初の現地法人が認可され、法的に分離された。
- シンガポール - 香港上海銀行はシンガポール国債市場特別参加者であり、同国の認可債券仲介業者である。金融産業が活発なシンガポールでも最大規模のディーリングルームを設置し、100人以上の社員が勤務している。
- 韓国 - 香港上海銀行が1897年に仁川広域市に初の支店を開き、現在では14支店を構える。2007年9月に、いったんは韓国外換銀行の株式を51%をローンスターから条件付きで買収することを合意したが、買収価格が折合わず2008年9月に破談となった。
- タイ - 香港上海銀行が法人向け業務を営業している。個人向け業務は2012年にアユタヤ銀行へ売却し、撤退した。

### ヨーロッパ
- フランス - フランスHSBC（英語版）は、フランス商業信用銀行(CCF)が前身であり、HSBCブランドで運営される800以上の支店をフランスに持ち、現在ではユーロゾーンにおけるHSBC傘下銀行の中核となっている。資本市場・国際市場業務や、富裕層向け業務に集中している。
- ドイツ - HSBCトリンカウス・アンド・ブルクハルト（英語版）は1785年創業のパートナーシップ企業であるトリンカウス・アンド・ブルクハルトを前身とし、HSBCグループ企業中最古の歴史を持つ。プライベート・バンキング、法人向け業務や投資銀行業務を行う。
- アイルランド - イギリスHSBC銀行（英語版）とその子会社が、保険, 再保険, 有価証券業務や、新設の消費者金融業務を行っている。ファンドマネジメント部門の受託資産は2006年時点で200億米ドルに達する[25]。
- マルタ - マルタHSBC銀行（英語版）はマルタ最大の銀行の1つ。株式を上場しているが、筆頭株主はHSBCグループである。ミッド＝メッド銀行を前身とし、マルタの銀行史上2番手の最古参である。
- スイス - HSBCプライベートバンク（スイス）(HSBC Private Bank (Suisse) SA)およびHSBCゴヤーツェラー銀行(HSBC Guyerzeller Bank AG)はHSBCのスイス業務子会社で、スイス国内に12拠点、プライベートバンキングとして全世界に74拠点を構える。
- イギリス - イギリスHSBC銀行(HSBC Bank plc)はイギリス「4大商業銀行」の1行であり、イングランドとウェールズに股がる広域な支店網を有し、少数ながらスコットランドと北アイルランドにも支店を持つ。「ファースト・ダイレクト」の名のテレフォンバンキング・ネットバンキングがあるほか、「ベネフィカル・ファイナンス」という消費者ローンブランド、金融子会社のマークス・アンド・スペンサーがある。

### 中東アフリカ
- エジプト - エジプトHSBC銀行（英語版）は香港エジプト銀行として1982年に設立された。2001年4月にHSBCが持株比率を40%から94.5%に引き上げ、HSBCブランドとなった。エジプト最大の多国籍企業の1つであり、22支店を通じて銀行業務と関連する金融商品を提供している。
- サウジアラビア - SABB（旧サウジ・ブリティッシュ銀行）の株式を40%保有しており、SABBがHSBCの代理店としての役割を果たしている。また、SABBとの合弁でHSBCサウジアラビアがあり、同国初の総合投資銀行業務を営んでいる。
- カタール - 中東HSBC銀行（英語版）は、個人・法人双方の銀行業務をカタールで行っている。ドーハ、アル・サッド、ウェスト・ベイ、ラヤーン、グランド・ハマド通りの支店と21台のATMが稼働している。
- アラブ首長国連邦 - 中東HSBC銀行の本店はアラブ首長国連邦に所在する。アラブ首長国連邦はHSBCの中東ビジネスの中核地域であり、16の支店がある。
- トルコ - HSBC銀行AS（英語版）は、HSBCがトルコ市場に参入した1990年以来、M&Aを通じて拡大した。190支店を擁し、第15位の銀行となっている。個人・法人向け営業は、HSBCブランドの他、「アドバンテージ」ブランドでも行われている。

## 不祥事
香港上海銀行時代、戦前の金解禁に際し、モルガン商会やクーン・レーブ、ロスチャイルドなどとシ団をつくった。その直後のドル買い事件ではナショナルシティ銀行や野村証券などと買いに走った。この2社はICSDたるセデルの匿名口座に関与した。
2012年7月、麻薬取引による不正利得をケイマン諸島へ送り資金洗浄していたことが報告された。2015年2月、スイスのジュネーブ検察当局は、資金洗浄に関与した疑いでHSBCプライベートバンクの家宅捜索を開始した。2015年のスイスリークス事件では、情報が世界中のメディアへ拡散したが、スイス当局は社内から情報を持ち出した人物を告訴した（スイスでは、2011年にウィキリークスへ顧客情報を提供した容疑でジュリアス・ベア銀行の元幹部が逮捕されている）。2015年6月、HSBCは4000万スイスフランをジュネーブ当局へ支払うことになった。米国、フランス、ベルギー、アルゼンチンでは脱税捜査が継続している。
また、同年2月、HSBCは貴金属取引における価格カルテルの疑いで米司法省と商品先物取引委員会に捜査された。HSBCの他で判明した捜査対象は、バークレイズ 、スコシアバンク 、UBS 、クレディ・スイス 、ドイツ銀行 、ゴールドマン・サックス 、JPモルガン・チェース 、ソシエテ・ジェネラル 、スタンダード銀行となっている。
さらに同年、HSBCは他のメガバンクと共に為替相場の不正操作をめぐる民事訴訟を提起された。関係性が疑われたメガバンクの内訳は、JPモルガン・チェースを初めとする世界勢力であり、FRBから揃ってベイルアウトを受けるほどの規模であった。日本とも取引が多い企業群で、一部は日本国債の流動化にも関わったが、バークレイズ、パリバ、ゴールドマン・サックスと共に、6月、和解に合意した。同様の事件で、すでにシティグループやJPモルガン・チェース、ロイヤルバンク・オブ・スコットランド、バークレイズ、UBS、バンカメの6社が、反トラスト法違反で罰金を科されている。この件に関して、ブラジル当局は30人の個人名を調査対象として発表した。
2009年に同行は新たなコピーとしてAssume Nothing（なにも想定しない、思い込みをしない等の意）を掲げたが、複数の国でこのコピーが誤訳によりDo Nothing（何もしないの意）となってしまった。この誤訳されたコピーを正しいものに直すために1000万ドルほどかかったとされる。

## 協賛スポーツ
- ゴルフ - HSBCチャンピオンズ、HSBC女子チャンピオンズ、アブダビ・ゴルフ選手権
- ジャガー・レーシング
- HSBCワールドラグビーセブンズシリーズ